# Kautokeino
69°0′47″N 23°2′21″Ø / 69.01306°N 23.03917°Ø
Kautokeino kommune (nordsamisk Guovdageainnu suohkan) er Norges største kommune i udstrækning, med et areal på 9.704 km². Det ligger i Troms og Finnmark fylke i Norge. Den grænser i nord til Kvænangen og Alta, i øst til Karasjok og i vest til Nordreisa. Mod syd ligger Finland. Kommunen består af Kautokeino (Guovdageaidnu), Masi (Máze), Stornes og Sjuosjavri.
Kommunen hører til forvaltningsområdet for samisk sprog, og kommunen hedder officielt Guovdageaidnu Kautokeino kommune.
Borgmester er Johan Vasara.

## Demografi
Kautokeino er arealmæssigt den største kommune i Norge, og måler næsten 10.000 kvadratkilometer. Flertallet af indbyggerne har nordsamisk som modersmål. I 1800-tallet udgjorde Kautokeino sammen med Kjelvik (Nordkap), Karasjok og Porsanger én kommune ved navn Kistrand. I 1851 blev Kautokeino, i 1861 Kjelvik og i 1873 Karasjok udskilt som egne kommuner.
Kommunen regnes som det kulturelle center i det nordsamiske område. I påsken arrangeres der Samisk Filmfestival og Samisk Grand Prix (sidstnævnte i regi af Stiftelsen Samisk Musikk Festival). Renkapløb er også blandt aktiviterne på den årstid, når turister strømmer til den lille bygd.

## Kultur
I 2005 kom Kautokeino på UNESCOs Verdensarvsliste, med Struves meridianbue; to af målepunkterne ligger i kommunen.
Det eneste samisksprogede teater, Beaivváš Sámi Teahter, ligger i Guovdageaidnu/Kautokeino.

## Administration
Ordfører er Johan Vasara (2019). Tidligere ordførere er blandt andre Klemet Erland Hætta.